# لينكولن كاسيو دي سوزا سواريس
لينكولن كاسيو دي سوزا سواريس (Lincoln Cássio de Souza Soares) (22 يناير 1979 في بيلو هوريزونتي في البرازيل – )؛ هو لاعب كرة قدم كان يلعب كلاعب وسط.

## وصلات خارجية
- لينكولن كاسيو دي سوزا سواريس على موقع اتحاد تركيا (لاعب) (الإنجليزية)
- لينكولن كاسيو دي سوزا سواريس على موقع قاعدة بيانات كرة القدم.إي يو (الإنجليزية)
- لينكولن كاسيو دي سوزا سواريس على موقع ليكيب (الفرنسية)
- لينكولن كاسيو دي سوزا سواريس على موقع Soccerway.com (الإنجليزية)
- لينكولن كاسيو دي سوزا سواريس على موقع عالم كرة القدم.نت (الإنجليزية)